# São Pedro (Vila do Porto)
São Pedro ist eine Gemeinde (Freguesia) im Kreis (Concelho) von Vila do Porto, auf der portugiesischen Azoren-Insel Santa Maria. In der Gemeinde leben 812 Menschen (Stand 19. April 2021) auf 18,2 km². Die Bevölkerungsdichte beträgt 45 Einwohner pro km².